# 兆惠
兆惠（穆麟德轉寫：Jaohūi，大词典轉寫：Zhaohuui，1708年—1764年），字和甫，乌雅氏（吳雅氏），满洲正黄旗人。清乾隆年間将领，封定边将军、一等武毅谋勇公。

## 生平

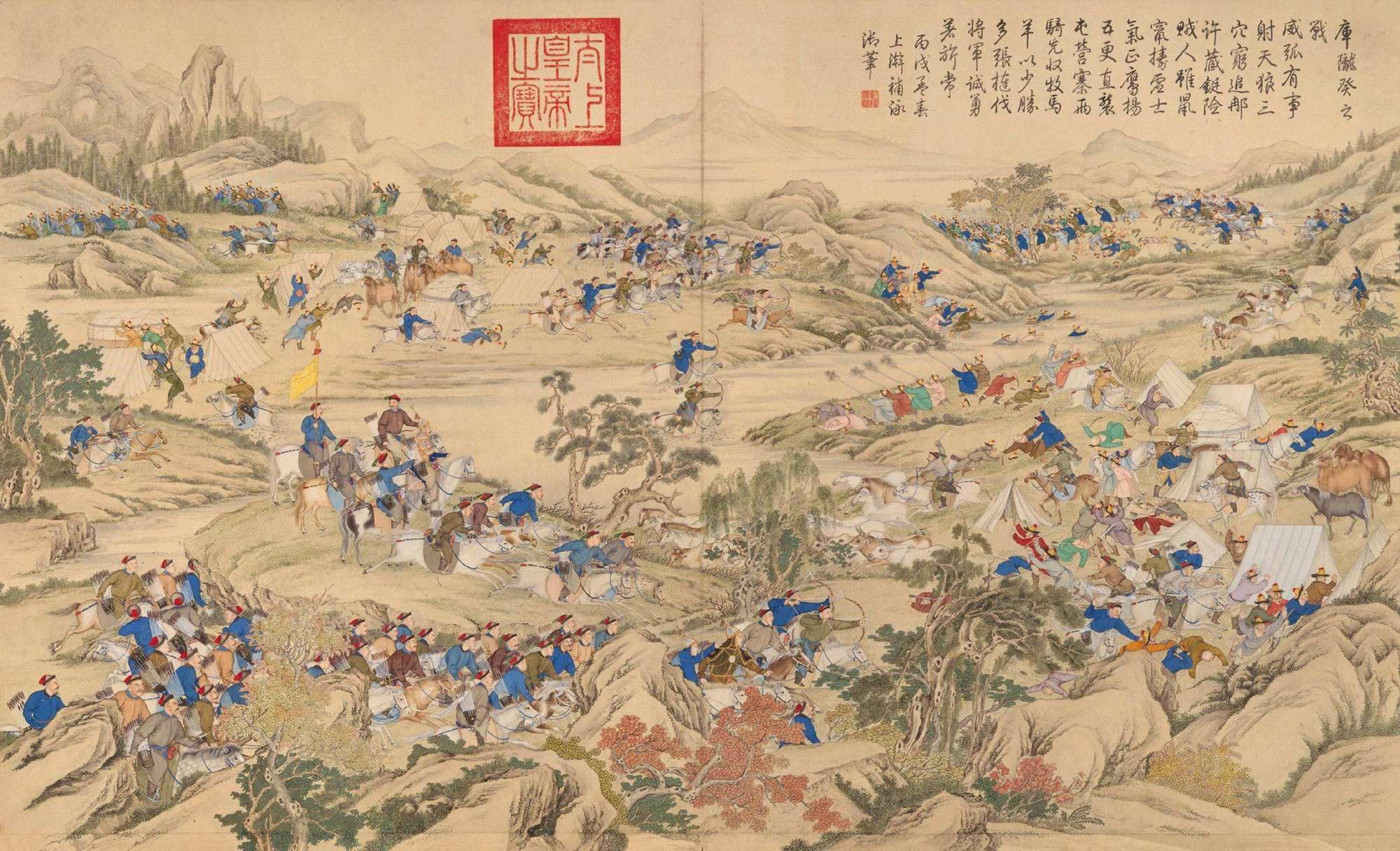
兆惠平阿睦尔撒纳叛亂

兆惠是孝恭仁皇后的族孙。兆惠的父亲佛标，官至都统。雍正九年（1731年），兆惠入仕，以筆帖式入值军机处。乾隆元年（1736年）乾隆帝即位后，兆惠历任兵部郎中、内阁学士、盛京刑部侍郎、刑部右侍郎、正黄旗满洲副都统、镶红旗护军统领。
乾隆十三年（1748年），清军进击大金川受挫，兆惠兼領户部侍郎，赴金川军营督办粮运事务，事后调任至户部侍郎。乾隆十六年（1751年）发生尚书孙家淦伪疏案，兆惠被派往山东按勘，任署巡抚。
乾隆十八年（1753年），兆惠受命赴西藏办理筹防准噶尔事宜。乾隆十九年（1754年），清廷出兵準噶爾时，受命兆惠协理北路军务并总理粮饷。乾隆二十年（1755年），受命驻乌里雅苏台，同年8月，由准噶尔投降至清廷的将领阿睦尔撒纳叛清，准噶尔降清将领克什木亦发动反叛，致乱驻防伊犁的清军将军班第 、参赞鄂容安陷围殉国，时驻乌鲁木齐的定西将军永常未前出支援，反退怯至巴里坤后遭乾隆帝罢免，兆惠临危受命，移驻巴里坤，兼督額林哈畢爾噶台站。乾隆二十一年（1756年）初，兆惠值准噶尔降清将领薩拉爾逃至清廷，遂率军进剿阿睦尔撒纳，同年清军收复伊犁，兆惠获授定边右副将军，筹办伊犁善后事宜，同年冬，受乾隆皇帝冊封的噶尔藏多尔济及准噶尔大小头目再发叛乱，乌鲁木齐失守，兆惠部突围至巴里坤清军大营。
乾隆二十二年（1757年）春，兆惠任西路清军主帅，自伊犁率師肃清准部叛乱势力，三月以平定回部功封一等武毅伯，十二月，授定边将军。乾隆二十三年（1758年），由伊犁率师往天山南路平定大小和卓之亂，连克南疆诸城，十月黑水营之围爆发，十一月兆惠以功晋封一等武毅谋勇公，世袭罔替。乾隆二十四年（1759年），兆惠援軍定邊右副將軍富德趕到，於葉爾羌東北的呼爾璊大敗敵軍，兆惠遂發兵與富德会合，七月大小和卓兵敗逃入巴達克山后被巴达克山苏丹擒殺，叛亂遂平，清廷將新疆納入版圖。
乾隆二十五年正月（1760年），兆惠率西征军凯旋至京城，乾隆帝亲自到良乡，“于城南行郊劳礼”、大加抚慰，同年二月，兆惠以一等武毅谋勇公、户部尚书入值军机处，任御前大臣。乾隆二十六年（1761年），授协办大学士兼署刑部尚书。该年殿试，特命为读卷大臣，以“隆其遇”。乾隆二十九年（1764年），兆惠卒，諡文襄。
兆惠在北京的府第为兆惠府。兆惠墓在今北京奥林匹克森林公园内。

## 家庭
- 始祖巴拜。
- 世祖托和托齊。
  - 胞兄托穆布祿。巴爾布達（又班布達，額柏根之叔祖），其子庫爾禪，孙瑪唐阿，曾孙工部尚书薩穆哈；“瑪唐阿，正黄旗人，額柏根叔祖班布達之孫也”（载《八旗滿洲氏族通譜》卷29）。
- 世祖圖囊阿。胞兄巴圖蘭。
- 太高祖薩穆哈（此薩穆哈与族亲工部尚书薩穆哈非同一人）。“薩穆哈，正黄旗人，額柏根之兄也。其子海色原任五品官，翁鄂春原任佐領。孫鐸啟、鐸博和俱原任郎中，鐸弼原任都察院副都御史、内務府總管兼佐領。……四世孫兆惠現任盛京刑部侍郎”（载《八旗滿洲氏族通譜》卷29）。
  - 胞弟額伯根（又額柏根），其子内大臣額森，孙儿護軍參領、追封一等承恩公魏武，曾孙女乌雅氏封康熙帝之孝恭仁皇后。“額栢根，正黄旗人，世居哈達地方，國初來歸。其長子額森初任膳房總領，歴陞内大臣，……屢立戰功，加一騎都尉任佐領；其長子魏武係仁壽皇太后（即康熙帝孝恭仁皇后）之父，原任䕶軍叅領。……魏武之子博啟承襲一等公，現任散秩大臣兼佐領”（载《八旗滿洲氏族通譜》卷29）。
- 高祖海色，原任五品官。胞兄翁鄂春，原任佐領。
- 曾祖多起（鐸啟），郎中。
  - 胞兄多毕（鐸弼），都察院副都御史、内務府總管兼佐領。其子留住，孙儿内務府總管兼佐領、禮部尚書海望；曾孙女烏雅氏，分别嫁諴恪親王允祕即康熙帝第二十四子，恭勤貝勒胤祜即康熙帝第二十二子，镶蓝旗满洲、云贵总督鄂宁（父大学士鄂尔泰）。
- 祖父畢錫納。
- 父佛標，都统。
- 子扎拉芬。妻葉赫那拉氏（父鑲紅旗滿洲、甘肃与湖南巡撫常鈞，胞叔漕运总督、浙江巡抚纳兰常安；胞姊葉赫那拉氏系正黃旗满洲、閩浙總督觉罗耆齡 (紅帶子)之祖母）。
- 子扎蘭泰（？-1788），乾隆三十年（1765）袭其父一等武毅谋勇公。妻和碩和恪公主愛新覺羅氏即乾隆帝第九女（母孝儀純皇后（令妃）魏佳氏）。
  - 孙儿英俊，乾隆五十三年（1788）袭其父一等武毅谋勇公。
  - 孙儿百善保。
- 女烏雅氏，嫁正黃旗滿洲、江西巡撫舒穆祿氏海成。

## 延伸阅读
[在维基数据编辑]
 《清史稿·卷313》，出自趙爾巽《清史稿》